# 至纯的残酷
『至純的残酷』（日语：しじゅんのざんこく）是妖精帝国于2007年2月7日发布的第五张单曲专辑。

## 概述
电视动画『Venus Versus Virus』的片尾曲。光盘包装上所引用的是的插图。

## 收錄曲目
1. 至純的残酷
  - 作詞・作曲・編曲:橘尭葉
2. 赤之扉
  - 作詞・作曲・編曲:橘尭葉
3. 至純的残酷 (instrumental)
4. 赤之扉 (Venus Versus Virus)